# Kirk Mitchell
Pour les articles homonymes, voir Mitchell.
Œuvres principales
- Série Dee Laguerre
- Série Emmett Parker et Anna Turnipseed
- Série Procurator/Germanicus

Kirk Mitchell, né le 22 mars 1950, est un auteur américain de romans policier et de science-fiction. Il a signé des novélisations de films sous le pseudonyme de Joel Norst.

## Biographie
Diplômé de l’University of Redlands, Kirk Mitchell travaille un temps comme dans les mines californiennes de tungstène du comté d'Inyo. Il entre ensuite dans une académie de police du shérif du comté de San Bernardino. Il exerce ses fonctions de policier dans une réserve indienne de la Sierra Nevada. Pendant plusieurs années, il est aussi officier de police à Fontana, puis successivement sergent de patrouille et membre du SWAT de la ville de Redlands. Il démissionne de la police en 1983 pour se consacrer à l’écriture.
Comme auteur, il donne d’abord dans la science-fiction avec la série du Procurator, puis s’essaie progressivement au roman policier. En 1994, il publie Dans la vallée de l’ombre de la mort, un récit policier historique, situé pendant la Guerre de Sécession, qui raconte l’enquête d’un officier juif et sudiste qui, alors que les combats font rage, tente de démasquer un tueur en série qui s’attaque à des pacifistes d’origine allemande, membres d’une église baptiste. Après ce texte peu commun, Mitchell crée le personnage de Dominica « Dee » Laguerre, une ranger à l’emploi du gouvernement américain qui enquête pour sauvegarder l’équilibre écologique de régions sauvages dans Cadavres au désert (1995) et La Vallée de la mort (1996).
Avec Danse de deuil (1999) et La Morsure du lézard (2000), Mitchell développe la série consacrée à l’inspecteur Emmett Parker et à l’agente du FBI Anna Turnipseed, qui pose avec acuité le problème du statut des Amérindiens de l’Ouest des États-Unis confrontés à la société moderne dans un style qui rappelle les récits de Tony Hillerman.

## Œuvre

### Romans policiers

#### SérieDee Laguerre
- High Desert Malice (1995) Publié en français sous le titre Cadavres au désert, Paris, Librairie des Champs-Élysées, Le Masque no 2324, 1997
- Deep Valley Malice (1996) Publié en français sous le titre La Vallée de la mort, Paris, Librairie des Champs-Élysées, Le Masque no 2362, 1998

#### SérieEmmett Parker et Anna Turnipseed
- Cry Dance (1999) Publié en français sous le titre Dance de deuil, Paris, Gallimard, Série noire no 2601, 2001
- Spirit Sickness (2000) Publié en français sous le titre La Morsure du lézard, Monaco, Éditions du Rocher, 2002 ; réédition, Paris, Points no 1560, 2006
- Ancient Ones (2001) Publié en français sous le titre La Malédiction des ancêtres, Monaco, Éditions du Rocher, 2004 ; réédition, Paris, Points no 1724, 2007
- Sky Woman Falling (2003) Publié en français sous le titre La Femme qui tombe du ciel, Monaco, Éditions du Rocher, 2005 ; réédition, Paris, Points no 1941, 2008
- Dance of the Thunder Dogs (2004) Publié en français sous le titre La Danse des Chiens-Tonnerre, Monaco, Éditions du Rocher, 2007

#### Autre roman policier
- Under the Killer Sun (2011)

#### Romans policiers historiques
- Black Dragon (1988), récit situé pendant la Deuxième Guerre mondiale
- With Siberia Comes a Chill (1990), récit situé pendant la Deuxième Guerre mondiale
- Shadow on the Valley (1994), récit situé pendant la Guerre de Sécession Publié en français sous le titre Dans la vallée de l’ombre de la mort, Paris, Gallimard, Série noire no 2527, 1999 ; réédition, Paris, Gallimard, Folio policier no 629, 2011

### Romans de science-fiction

#### SérieProcurator/Germanicus
- Procurator (1984)
- The New Barbarians (1986)
- Cry Republic (1989)

#### Autres romans de science-fiction
- A.D. Anno Domini (1985) Publié en français sous le titre A.D. Anno Domini, Paris, Acropole, 1986
- Never the Twain (1987)

### Roman historique
- Fredricksburg: a Novel of the Irish at Marye’s Heights (1996)

### Novélisations signées Joel Norst
- The Delta Force (1986) Publié en français sous le titre Delta Force, Paris, Presses de la Cité, 1986
- Lethal Weapon (1987) Publié en français sous le titre L’Arme fatale, Paris, J’ai lu no 2231, 1987
- Mississippi Burning (1988) Publié en français sous le titre Mississippi Burning, Paris, J’ai lu no 2614, 1989
- Colors (1988)
- Backdraft (1991), signée Kirk Mitchell Publié en français sous le titre Backdraft, Paris, J’ai lu no 2996, 1991
- Blow Away (1994), signée Kirk Mitchell Publié en français sous le titre Blow Away, Paris, Presses-Pocket no 4312, 1994